# Бертучо Валиеро
Бертучо Валиер (на венецианското наречие) или италианизирано Бертучо Валиеро (на италиански: Bertuccio Valier или Bertucci Valerio) е 102–ри венециански дож от 1656 до смъртта си през 1658 година.

## Биография
Бертучо Валиер е син на Силвестро Валиер и Бианка Приули и изглежда е бил единствено дете в семейството.
Валиер е много богат, което му позволява да заема престижни постове в политиката и дипломацията, включително като посланик във Ватикана по време на понтификата на папа Александър VII. Описван е като много културен, елегантен и изискан мъж, предизвикващ възхищението на околните.

## Управление
През 1644 г. започва нова война срещу османците за Кандия (остров Крит) и геополитическата ситуация на Венеция се влошава. Валиер се кандидатира за дож още през май 1656 г. след смъртта на Карло Контарини, но е победен от Франческо Корнаро, който обаче умира след едва 19 дни управление. Така Бертучо Валиер е избран за дож единодушно на 15 юни.
По време на неговото управление османците правят предложения за мир, но те са отхвърлени и войната продължава. През този период капитаните на венецианския флот отново се опитват да проникнат през пролива Дарданели, за да унищожат Константинопол или поне да намалят натиска върху все още обсадения Крит, но въпреки отделни победи, очакваният ефект не е постигнат.
В този период на йезуитите (изгонени при управлението на Леонардо Донато) е разрешено да се върнат обратно във Венеция в замяна на финансовата им помощ, която в този момент е изключително необходима за продължаването на военните действия. Дори с тяхната помощ обаче и с парите, дарени лично от Валиер в размер на 10 000 дуката, бюджетът на републиката изнемогва.
Валиер умира на 29 март 1658 г., едва 62–годишен. Първоначално е погребан в църквата Сан Джобе в квартала Канареджо, а след това останките му са пренесени в базиликата Сан Заниполо, където синът му Силвестро Валиеро построява монументална гробница за семейството си.

## Семейство
Бертучо Валиер се жени за Бенедета Пизани, от която има много деца, но всички те умират преди него, с изключение на Силвестро Валиеро, който става 109-и дож през 1694 г.